# Бахматюк Олег Романович
Олег Романович Бахматюк (нар. 14 серпня 1974, Івано-Франківськ, УРСР) — український підприємець та політик, власник UkrLandFarming.

## Освіта
1996 закінчив Економіко-правничий інститут у Чернівцях за спеціальністю «менеджмент у виробничій сфері».
2005 закінчив Івано-Франківський технічний університет нафти та газу, отримавши дипломи спеціаліста з менеджменту та інженера-фізика.

## Діяльність
1996—2001 роках — референт-адміністратор, менеджер, заступник начальника відділу товарних поставок, начальник комерційного відділу фірми «КГД» представника Ітери в Івано-Франківській області.
В 2001 заснував компанію «Прикарпатська фінансова корпорація».
З 2002 депутат Івано-Франківської міської ради, член фракції «Економічне відродження», член комісії міської ради з питань планування фінансів, цін та бюджету.
2002—2004 бізнес-партнер Ігоря Єремєєва в нафтовому, аграрному бізнесі та газифікації області.
Заснована в 2003 року Бахматюком «Станіславська торгова компанія» за короткий час стає власником найбільшої мережі продуктових магазинів в Івано-Франківській області (під брендом «Фаворит»). Мережа супермаркетів «Фаворит» була продана компанії «Пакко-холдінг» в 2010 році.
У 2004 засновує банк «Фінансова ініціатива».
У 2005 приватизує палац Потоцьких в Івано-Франківську, в якому до цього знаходився госпіталь Міністерства оборони.
В 2005 призначений начальником управління експертної оцінки інвестицій та корпоративного фінансування НАК «Нафтогаз України».
В 2006 призначений заступником голови правління НАК «Нафтогаз України». Звільнений з НАК в січні 2007 р.
В 2006 викупив контрольні пакети облгазів: «Івано-Франківськгаз», «Львівгаз», «Закарпатгаз», «Чернівцігаз» та «Волиньгаз». Які після звільнення були продані структурам олігарха Дмитра Фірташа.
З 2007 — очолює раду директорів агрохолдингу «Авангард».
29 квітня 2010 року агрохолдинг «Авангард» (SPV-компанія Avangardco Investments Public Limited) під час первинного розміщення акцій на Лондонській фондовій біржі залучив $216 млн за 20 % акціонерного капіталу..
Бахматюк — власник «Ukrlandfarming», одного з найбільших орендаторів земель сільсько-господарського призначення, що займається виробництвом зерна та розведенням великої рогатої худоби.
З 2011 року є власником VAB Банку. На початку жовтня 2014 року банк оголосив про потребу у рекапіталізації, у банку почалися труднощі з виплатою коштів вкладникам. Наприкінці 2014 року банк став банкрутом. Щодо Бахматюка провадиться кримінальне провадження, згідно даних його адвокатів, НАБУ незаконно призначила Олегові безоплатних адвокатів. Сам він з початку осені знаходиться в Австрії, що пояснюється адвокатами тим, що в момент виїзду щодо нього не було відкрито кримінальних проваджень.
З 2018 сприяє дослідженням ГО «Фонд Великий Льох» щодо пошуків поховання Богдана Хмельницького.

## Статки
В березні 2011 року американський журнал «Forbes» оцінив статки Олега Бахматюка в $1 млрд, № 7 місце серед українських мільярдерів і 1140 у світі.
2012 — «Фокус» назвав Базматюка № 1 серед 20 найуспішніших аграріїв України з земельним банком у 508 тис. га.

## Кримінальне провадження
Є фігурантом кримінальних проваджень пов'язаних з колишнім співробітником МВФ та головою Райфайзен банку в Україні та колишнім головою фіскальної служби
У 2020 році, ОГП під керівництвом Венедиктової закрив справу в якій він фігурує за ухвалою суду.
В березні 2023 року ВАКС заочно арештував Бахматюка за підозрою у наданні хабаря тодішньому голові Фіскальної служби Роману Насірову та його раднику.
Суд в Австрії відмовив у екстрадиції Бахматюка в справі VAB Банку.
Бахматюк неодноразово заявляв, що він є об'єктом політичної помсти керівництва НАБУ.
Його підозрюють в заволодінні 1,2 млрд грн стабілізаційного кредиту, наданого НБУ, легалізації частини цих коштів та підбуренні до зловживання службовим становищем керівництвом НБУ. Слідство встановило, що у жовтні 2014 року «ВіЕйБі Банк», віднесений до категорії проблемних банків, звернувся до НБУ з клопотанням надати йому стабілізаційний кредит під заставу нерухомого майна. Попри те цей банк не надав необхідних документів, правління Нацбанку погодило надання кредиту. При цьому, вартість нерухомості, переданої в заставу Нацбанку, завищили в 25 разів шляхом складення підроблених звітів про оцінку. Експертиза встановила, що реальна вартість заставленої нерухомості становить 72,62 млн грн на противагу 1,8 млрд грн, заявленим «ВіЕйБі Банком».

## Сім'я
Одружений. Виховує трьох дочок і сина.